# Ron Oliver
Pour les articles homonymes, voir Oliver.
Ron Oliver est un réalisateur, écrivain, scénariste et producteur américain, né le 28 décembre 1967 au Canada[réf. nécessaire].

## Biographie
Ron Oliver a commencé sa carrière comme scénariste avec Le Coup de culte Prom Night II (Hello Mary Lou: Prom Night II) (1987) - [ appelé "The Blue Velvet 1986 - des films d'horreur dans les écoles secondaires" par Los Angeles Times ] ; il écrit ensuite pour des scénarios pour téléfilms et des séries télévisées primés et / ou écrits pour des studios tels que Warner Brothers, Fox, Universal et The Walt Disney Co.
Le travail d'Oliver né au Canada a été nommé à deux reprises par le prestigieux Prix Guild of America du réalisateur.

## Filmographie

### Comme réalisateur
- 1990 : Le Bal de l'horreur 3 : Dernier baiser avant l'enfer
- 1992 : Liar's Edge (TV)
- 1992 : The Tomorrow People (série télévisée)
- 1993 : Chris Cross (en) (série télévisée)
- 1994 : Atomic Tommy (TV)
- 1994 : Dead at 21 (série télévisée)
- 1994 : Les Incroyables Pouvoirs d'Alex (The Secret World of Alex Mack) (série télévisée)
- 1995 : Chair de poule (Goosebumps) (série télévisée)
- 1996 : Flash Forward (série télévisée)
- 1996 : Alice et les Hardy Boys (Nancy Drew) (série télévisée)
- 1996 : Psi Factor, chroniques du paranormal (PSI Factor: Chronicles of the Paranormal) (série télévisée)
- 1997 : Classe Croisière (Breaker High) (série télévisée)
- 1997 : The Book of Jamie G. (TV)
- 1997 : Lexx (Lexx: The Dark Zone) (feuilleton TV)
- 1998 : Police Academy (série télévisée)
- 1998 : Animorphs (série télévisée)
- 1998 : La Nouvelle Famille Addams (The New Addams Family) (série télévisée)
- 1999 : Fais-moi peur ! (Are You Afraid of the Dark ?) (série télévisée)
- 1999 : TV business (Beggars and Choosers) (série télévisée)
- 1999 : Amazon (série télévisée)
- 2000 : Hollywood Off-Ramp (Hollywood Off-Ramp) (série télévisée)
- 2001 : Saucisses party (The Sausage Factory) (série télévisée)
- 2003 : Méthode Zoé (Wild Card) (série télévisée)
- 2004 : Have You Heard? Secret Central (vidéo)
- 2004 : Thralls
- 2005 : Young Blades (série télévisée)
- 2005 : Third Man Out (TV)
- 2005 : À la poursuite de Noël (Chasing Christmas) (TV)
- 2006 : Billable Hours (série télévisée)
- 2006 : À contrecœur (My Silent Partner) (TV)
- 2006 : Les Vœux de Noël (All She Wants for Christmas) (TV)
- 2007 : Le Noël de Denis la Malice
- 2009 : Dark Skies - Pluies acides (Black Rain) (TV)
- 2011 : Un jour mon prince viendra (Smooch) (TV)
- 2012 : Écoutez votre cœur (The Music Teacher) (TV)
- 2012 : L'Agence Cupidon (Cupid) (TV)
- 2013 : Régime fatal (The Trainer) (TV)
- 2013 : La Trahison de mon mari (Her Husband's Betrayal) (TV)
- 2013 : Mes parents terribles (Mom and Dad Undergrads) (TV)
- 2014 : Beethoven et le Trésor des pirates (Beethoven's Treasure Tail) (vidéo)
- 2014 : Entre le cœur et la raison (Perfect on Paper) (TV)
- 2014 : Une ombre sur le mariage (Wedding Planner Mystery) (TV)
- 2014 : Une passion à 3 étoiles (Recipe for Love) (TV)
- 2017 : Big Fat Liar 2
- 2019 : Noël au palace (Christmas at the Plaza) (TV)

### Comme scénariste
- 1987 : Le Bal de l'horreur 2 : Hello Mary Lou
- 1990 : Le Bal de l'horreur 3 : Dernier baiser avant l'enfer
- 1992 : Liar's Edge (TV)
- 1994 : Atomic Tommy (TV)
- 1995 : Chair de poule ("Goosebumps") (série télévisée)
- 1998 : Animorphs (série télévisée)
- 2004 : Blue Demon (en) (vidéo)
- 2011 : Une vie pour une vie
- 2015 : Coup de foudre à À Harvest Moon
- 2016 : Mostly Ghostly 3 : One night in doom house

### Comme producteur
- 1994 : Atomic Tommy (TV)
- 2002 : Scout's Safari (série télévisée)

### Comme acteur
- 1996 : Flash forward (série télévisée) : Mike Miller
- 2012 : Écoutez votre cœur (TV)

## Récompenses
- 1995 - CableACE Awards

| 1995 | NominatedCableACE |

- 2004 : Daytime Emmy Awards

Daytime Emmy Award de la meilleure émission régulière/série télévisée pour enfants 2004
| 2004 | NominatedDaytime Emmy |

- 1999, 1998 : Prix Guild of America du réalisateur (USA)

Directors Guild of America Award du meilleur réalisateur de programme pour enfants 1999, 1998
| 1999 | NominatedDGA Award | Outstanding Directorial Achievement in Children's Programs Goosebumps (1995) For episode "Cry of the Cat".     |
| 1998 | NominatedDGA Award | Outstanding Directorial Achievement in Children's Programs Goosebumps (1995) For episode "The Perfect School". |